# Élections législatives de 2016 dans le Territoire du Nord
Les Élections législatives de 2016 dans le Territoire du Nord ont lieu le 27 août 2016 afin de renouveler les 25 sièges de l'Assemblée législative de ce territoire australien.
Le scrutin voit la victoire du Parti travailliste sur le Parti rural libéral, conduisant à une alternance.

## Système électoral

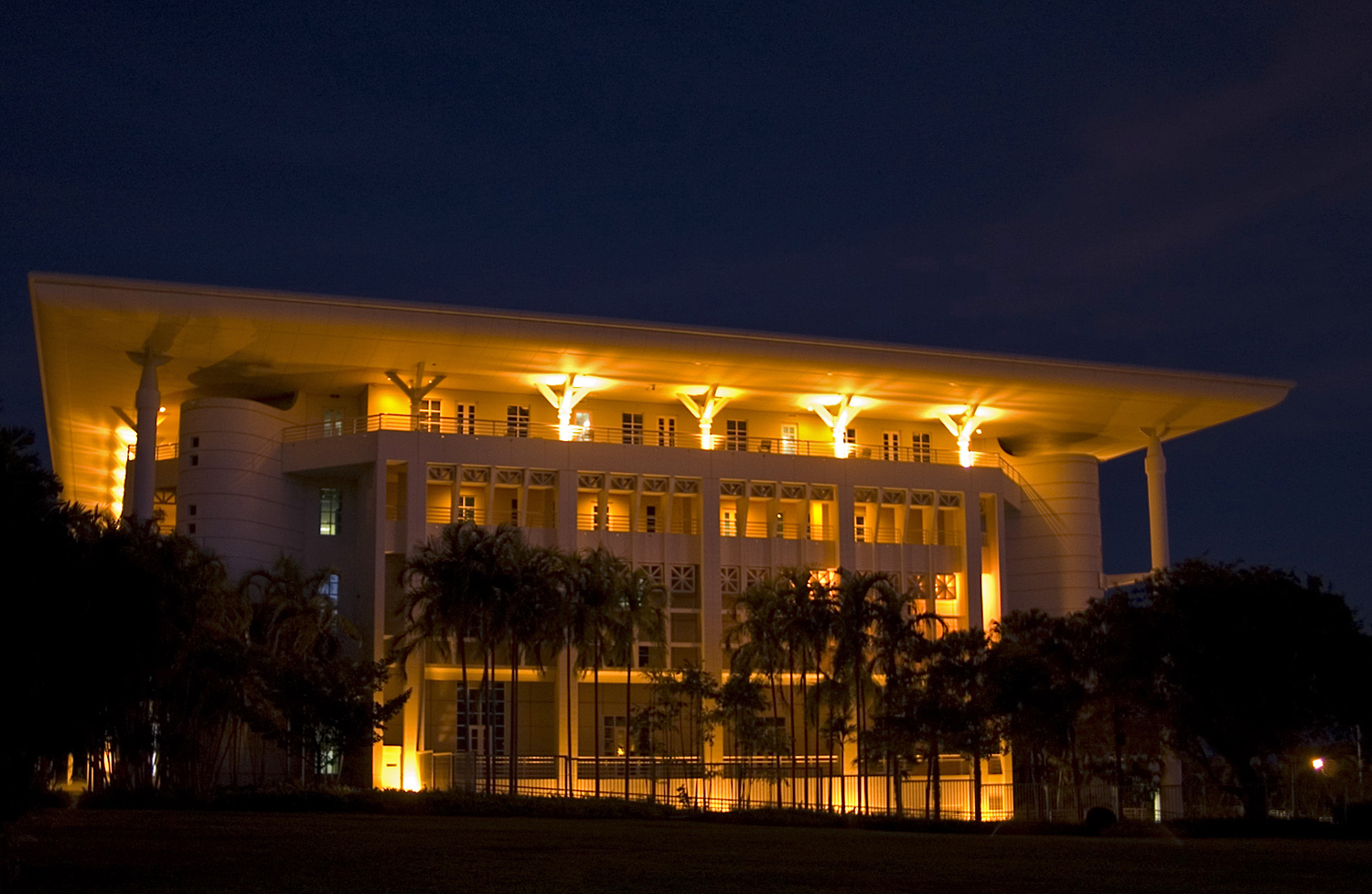
Le bâtiment de l'assemblée à Darwin.

L'Assemblée législative du Territoire du Nord est un parlement unicaméral doté de 25 sièges pourvus pour quatre ans au vote alternatif dans autant de circonscription électorale. Le vote alternatif est utilisé sous sa forme intégrale : les électeurs classent l'intégralité des candidats par ordre de préférences en écrivant un chiffre à côté de chacun de leurs noms sur le bulletin de vote, 1 étant la première préférence. Au moment du dépouillement, les premières préférences sont d'abord comptées puis, si aucun candidat n'a réuni plus de la moitié des suffrages dans la circonscription, le candidat arrivé dernier est éliminé et ses secondes préférences attribuées aux candidats restants. L'opération est renouvelée jusqu'à ce qu'un candidat atteigne la majorité absolue. Les élections de 2020 marquent le retour de cette forme intégrale, qui avait été assouplie pour celles de 2016 à une forme optionnelle où les électeurs pouvaient ne choisir qu'un seul candidat sans ajouter d'autres préférences. La loi électorale est cependant modifiée en avril 2019 afin de revenir à la version précédente.

## Forces en présences
| Parti Nom en anglais | Parti Nom en anglais                            | Idéologie                                                  | Chef de file   | Résultat en 2012           |
| -------------------- | ----------------------------------------------- | ---------------------------------------------------------- | -------------- | -------------------------- |
|                      | Parti rural libéral Country Liberal Party (CLP) | Centre droit Libéral-conservatisme, libéralisme économique | Adam Giles     | 50,6 % des voix 16 députés |
|                      | Parti travailliste Labor Party (Labor)          | Centre gauche Social-démocratie, progressisme              | Michael Gunner | 36,5 % des voix 8 députés  |

## Sondages
| Date               | Institut   | CLP    | Labor | Verts | 1TP | IND    | Autres | Indécis |
| ------------------ | ---------- | ------ | ----- | ----- | --- | ------ | ------ | ------- |
| Date               | Institut   |        |       |       |     |        | Autres | Indécis |
| 27-29 juillet 2016 | MediaReach | 26 %   | 36 %  | 6 %   | 6 % | 21 %   | 2 %    | 3 %     |
| 1er mars 2015      | ReachTel   | 30,2 % | 38 %  | 6,9 % | -   | 11,3 % | 11,3 % | 13,7 %  |

## Résultats
|                           |                           |                |       |      |        |               |  |  |  |
| Partis                    | Partis                    | Premières voix | %     | +/-  | Sièges | +/-           |  |  |  |
|                           | Parti travailliste        | 41 476         | 42,19 | 5,7  | 18     | 10            |  |  |  |
|                           | Parti rural libéral       | 31 263         | 31,80 | 18,8 | 2      | 14            |  |  |  |
|                           | One Territory Party       | 3 520          | 3,58  | Nv   | 0      | en stagnation |  |  |  |
|                           | Verts                     | 2 817          | 2,87  | 0,4  | 0      | en stagnation |  |  |  |
|                           | Autres partis             | 712            | 0,72  | -    | 0      | en stagnation |  |  |  |
|                           | Indépendants              | 18 511         | 18,83 | 12,8 | 5      | 4             |  |  |  |
|                           |                           |                |       |      |        |               |  |  |  |
| Votes valides             | Votes valides             | 98 299         | 98,00 |      |        |               |  |  |  |
| Votes blancs et invalides | Votes blancs et invalides | 2 005          | 2,00  |      |        |               |  |  |  |
| Total                     | Total                     | 100 304        | 100   | -    | 25     | en stagnation |  |  |  |
| Abstentions               | Abstentions               | 35 202         | 25,98 |      |        |               |  |  |  |
| Inscrits / participation  | Inscrits / participation  | 135 506        | 74,02 |      |        |               |  |  |  |

### Par circonscription
| Circonscription | Sortant                  | Parti                    | Parti                    | Élu                 | Parti | Parti |
| --------------- | ------------------------ | ------------------------ | ------------------------ | ------------------- | ----- | ----- |
| Arafura         | Francis Xavier Kurrupuwu |                          | CLP                      | Lawrence Costa      |       | ALP   |
| Araluen         | Robyn Lambley            |                          | IND                      | Robyn Lambley       |       | IND   |
| Arnhem          | Larisa Lee               |                          | IND                      | Selena Uibo         |       | ALP   |
| Barkly          | Gerry McCarthy           |                          | ALP                      | Gerry McCarthy      |       | ALP   |
| Blain           | Nathan Barrett           |                          | IND                      | Terry Mills         |       | IND   |
| Braitling       | Adam Giles               |                          | CLP                      | Dale Wakefield      |       | ALP   |
| Brennan         | Peter Chandler           |                          | CLP                      | Tony Sievers        |       | ALP   |
| Casuarina       | Lauren Moss              |                          | ALP                      | Lauren Moss         |       | ALP   |
| Daly            | Gary Higgins             |                          | CLP                      | Gary Higgins        |       | CLP   |
| Drysdale        | Lia Finocchiaro          |                          | CLP                      | Eva Lawler          |       | ALP   |
| Fannie Bay      | Michael Gunner           |                          | ALP                      | Michael Gunner      |       | ALP   |
| Fong Lim        | Dave Tollner             |                          | CLP                      | Jeff Collins        |       | ALP   |
| Goyder          | Kezia Purick             |                          | IND                      | Kezia Purick        |       | IND   |
| Johnston        | Ken Vowles               |                          | ALP                      | Ken Vowles          |       | ALP   |
| Karama          | Delia Lawrie             |                          | IND                      | Ngaree Ah Kit       |       | ALP   |
| Katherine       | Willem Westra van Holthe |                          | CLP                      | Sandra Nelson       |       | ALP   |
| Namatjira       | Alison Anderson          |                          | IND                      | Chansey Paech       |       | ALP   |
| Nelson          | Gerry Wood               |                          | IND                      | Gerry Wood          |       | IND   |
| Nhulunbuy       | Lynne Walker             |                          | ALP                      | Yingiya Mark Guyula |       | IND   |
| Nightcliff      | Natasha Fyles            |                          | ALP                      | Natasha Fyles       |       | ALP   |
| Port Darwin     | John Elferink            |                          | CLP                      | Paul Kirby          |       | ALP   |
| Sanderson       | Peter Styles             |                          | CLP                      | Kate Worden         |       | ALP   |
| Spillett        | Nouvelle circonscription | Nouvelle circonscription | Nouvelle circonscription | Lia Finocchiaro     |       | CLP   |
| Stuart          | Bess Price               |                          | CLP                      | Scott McConnell     |       | ALP   |
| Wanguri         | Nicole Manison           |                          | ALP                      | Nicole Manison      |       | ALP   |

## Conséquences
Les élections conduisent à une alternance, le Parti travailliste remportant une nette victoire sur le Parti rural libéral (CLP), qui essuie la pire défaite d'un gouvernement sortant dans l'histoire de l'Australie, et la première subie après un seul mandat au pouvoir. Le dirigeant du CLP, Gary Higgins, est par conséquent remplacé par Lia Finocchiaro tandis que le chef des travaillistes, Michael Gunner, prend la tête du gouvernement territorial en tant que Ministre en chef.